# Yvignac-la-Tour
Yvignac-la-Tour (tiếng Breton: Ivinieg) là một xã của tỉnh Côtes-d'Armor, thuộc vùng Bretagne, tây bắc Pháp.

## Dân số
Người dân ở Yvignac-la-Tour được gọi làYvignacais.